# ریکی ۵۲۳۹
سیارک ۵۲۳۹ (به انگلیسی: 5239 Reiki، نامگذاری:1990VC4) پنج هزار و دویست و سی و نهمین سیارک کشف شده‌است که در ۱۴ نوامبر ۱۹۹۰ کشف شد.
قدر مطلق سیارک برابر ۱۲٫۵۰ است.